# Шлат (Цюрих)
Шлат (нем. Schlatt ZH) — коммуна в Швейцарии, в кантоне Цюрих.
Входит в состав округа Винтертур. Население составляет 694 человека (на 31 декабря 2007 года). Официальный код — 0226.